# Jersey County
Jersey County är ett county i delstaten Illinois i USA. År 2010 hade countyt 22 985 invånare. Den administrativa huvudorten (county seat) är  Jerseyville.

## Politik
Jersey County har under 2000-talet tenderat att rösta på republikanerna i politiska val.
Republikanernas kandidat har vunnit countyt i samtliga presidentval sedan valet 2000. I valet 2016 vann republikanernas kandidat med 70,5 procent av rösterna mot 24,4 för demokraternas kandidat, vilket är den genom tiderna största segern i countyt för en kandidat.

## Geografi
Enligt United States Census Bureau har countyt en total area på 976 km². 956 km² av den arean är land och 20 km² är vatten.

### Angränsande countyn
- Greene County - nord
- Macoupin County - öst
- Madison County - sydost
- Saint Charles County, Missouri - syd
- Calhoun County - väst